# Jednostka regionalna Mykonos
Jednostka regionalna Mykonos (nwgr.: Περιφερειακή ενότητα Μυκόνου) – jednostka administracyjna Grecji w regionie Wyspy Egejskie Południowe. Powołana do życia 1 stycznia 2011 w wyniku przyjęcia nowego podziału administracyjnego kraju. W 2021 roku liczyła 9,8 tys. mieszkańców.
W skład jednostki wchodzi tylko jedna gmina: Mykonos.